# Convenzione di Cotonou
La Convenzione di Cotonou è un accordo bilaterale tra l'Unione europea e il gruppo degli stati dell'Africa, dei Caraibi e del Pacifico, firmata a Cotonou, in Benin, il 23 giugno 2000.
La convenzione prende il posto della precedente Convenzione di Lomé nel gestire i rapporti di cooperazione allo sviluppo tra i paesi ACP e i paesi dell'Unione europea.

## Specifiche

### Durata
La Convenzione è conclusa per la durata di venti anni, con una clausola che prevede delle revisioni intermedie ogni cinque anni.
Il 15 novembre 2023 è stato sostituito dall'accordo di Samoa, entrato in vigore provvisoriamente il 1 gennaio 2024, andando a tangere 77 paesi nel mondo (15 nei Caraibi, 47 in Africa e 15 nel Pacifico) oltre ai 27 stati europei.

### Obiettivi
Il numero degli articoli è sceso a 100, rispetto ai 369 della Convenzione di Lomé che l'aveva preceduta, e per la sua schematicità può essere definita un accordo quadro.
La Convenzione regola principalmente l'aiuto allo sviluppo, il commercio, gli investimenti internazionali, i diritti umani ed il buon governo. L'obiettivo del partenariato, espresso all'art.1, è:

## Novità
Rispetto alla Convenzione di Lomé, in ambito politico, una novità è l'inserimento dei rappresentanti della società civile dei paesi in via di sviluppo tra gli interlocutori del partenariato.
La novità più importante riguarda l'aspetto economico, tramite la creazione di aree regionali di libero scambio che si apriranno al commercio senza barriere con l'Unione europea. Questa decisione è stata molto contestata, ma senza dubbio la liberalizzazione commerciale sembra essere la nuova linea di condotta dell'UE nei suoi rapporti con i paesi in via di sviluppo.